# Vought F4U Corsair
Chiếc Chance Vought F4U Corsair là máy bay tiêm kích của Hoa Kỳ hoạt động rộng rãi trong giai đoạn nửa sau của Chiến tranh thế giới thứ hai và Chiến tranh Triều Tiên cũng như trong vài cuộc xung đột địa phương riêng lẻ. Ngoài Chance Vought thì Corsair cũng được sản xuất bởi Goodyear mang ký kiệu FG và bởi Brewster mang ký kiệu F3A. Corsair vẫn còn phục vụ trong không lực một số nước cho đến những năm 1960, là kiểu máy bay tiêm kích cánh quạt được sản xuất lâu nhất trong lịch sử không quân (1940 - 1952). Trong Chiến tranh thế giới thứ hai, đây chính là chiếc máy bay tiêm kích người Nhật sợ nhất. Thống kê của Hải quân Mỹ ghi nhận tỉ lệ thắng-thua (kill ratio) của F4U là 11:1 so với Mitsubishi A6M Zero của Không lực Hải quân Đế quốc Nhật Bản, 6:1 với các dòng máy bay đánh chặn của Không lực Lục quân Đế quốc Nhật Bản như  Kawanishi N1K hay Mitsubishi J2M hay Nakajima Ki-84. Được trang bị động cơ Pratt & Whitney R-2800 có tăng áp, nó phát ra âm thanh như huýt sáo khi tấn công bổ nhào, và người Nhật đặt cho nó biệt danh "Tiếng huýt sáo chết chóc".

## Hoàn cảnh
Corsair chính là kết quả thiết kế của Chance Vought trước yêu cầu từ phía Hải quân Hoa Kỳ về một chiếc máy bay hoạt động trên tàu sân bay đạt được khả năng của những chiếc máy bay tiêm kích tốt nhất trên đất liền và trên tàu sân bay. Được thiết kế vào năm 1938 bởi nhóm của Rex Biesel tại Chance Vought, chiếc Corsair nguyên mẫu đầu tiên ký hiệu XF4U-1 bay lần đầu tiên ngày 29 tháng 5 năm 1940. Nó được trang bị 1 động cơ Pratt & Whitney R-2800 Double Wasp bố trí hình tròn (còn gọi là động cơ hướng kính - radial engine (theo tiếng Anh)). XF4U-1 trở thành chiếc máy bay tiêm kích trang bị động cơ piston đầu tiên của Mỹ đạt tốc độ bay ngang là 400 mph (640 km/h). Đây là một tiến bộ đáng kể của Vought, khi so sánh với các kiểu tương đương trên mặt đất, máy bay hoạt động trên tàu sân bay thường được thiết kế to và nặng để chịu đựng áp lực nặng khi hạ cánh trên sàn đáp.
Corsair được đưa vào sử dụng lần đầu vào năm 1942. Mặc dù được thiết kế như là máy bay tiêm kích hoạt động trên tàu sân bay, nhưng những hoạt động ban đầu trên tàu sân bay của nó gặp nhiều trở ngại. Điều khiển con quái vật nặng 4,1 tấn này bay ở tốc độ chậm là một thử thách lớn với các phi công Mỹ vì sự chòng chành và nó thường bị nghiêng về mạn phải lớn hơn mạn trái cánh; thêm vào đó là tầm nhìn phía trước kém do mũi máy bay khá dài (nên có một trong các biệt danh "The Hose Nose"). Vì những lý do này, ban đầu đa số những chiếc Corsair được giao cho các phi đội Thủy quân Lục chiến hoạt động từ những đường băng trên đất liền, nên khiến Goodyear sản xuất những chiếc Corsair đầu tiên có cánh cố định không gập được. Các phi công Thủy quân Lục chiến nhiệt liệt đón chào chiếc Corsair vì tính năng bay của nó vượt xa Grumman F4F Wildcat đang được sử dụng lúc ấy, và ở một số mặt cũng tốt hơn Grumman F6F Hellcat, đang thay thế Wildcat. Corsair bay nhanh hơn và mang theo lượng vũ khí lớn hơn so với Hellcat.
Hơn nữa, Corsair vượt hơn chiếc máy bay tiêm kích chủ lực của Nhật Bản - Mitsubishi A6M Zero. Trong khi Zero có thể lượn vòng nhanh hơn F4U ở tốc độ chậm, Corsair nhanh hơn, lên cao và bổ nhào nhanh hơn máy bay tiêm kích địch. Những chiến thuật được phát triển trước đây, như kiểu Thach Weave, tận dụng được ưu thế sức mạnh của Corsair.
Ưu thế về tính năng bay kèm với khả năng chịu đựng tổn hại nặng, cho phép phi công F4U đặt máy bay địch trong phạm vi tiêu diệt của 6 khẩu súng máy M2 Browning trong thời gian đủ dài để gây thiệt hại đáng kể. 2.300 viên đạn mang bởi Corsair cho phép bắn trọn 1 phút mỗi khẩu, khi bắn từng loạt 3 đến 6 giây, làm cho chiếc U-Bird (tên lóng của F4U) trở thành vũ khí có sức tàn phá máy bay, mục tiêu mặt đất, và ngay cả tàu thủy.
Hải quân Hoàng gia Anh cũng nhận được Corsair từ năm 1943, và tiến đến sử dụng chúng thành công trong chiến đấu trên tàu sân bay của Không lực Hạm đội (FAA) của Hạm Đội Thái Bình Dương Anh và ở Na Uy.
Corsair phục vụ cho Hải quân và Thủy quân Lục chiến Hoa Kỳ, Hải quân Hoàng gia Anh và Không quân Hoàng gia New Zealand (sau chiến tranh, trong Không lực Hải quân Pháp và một số nước khác), và nhanh chóng trở nên chiếc máy bay tiêm kích ném bom có khả năng nhất hoạt động trên tàu sân bay. Nhu cầu về máy bay nhanh chóng vượt quá khả năng sản xuất của Vought, nên nó cũng được sản xuất bởi các công ty Goodyear (ký hiệu FG-1) và Brewster (ký hiệu F3A-1). Từ chiếc nguyên mẫu đầu tiên giao cho Hải quân Mỹ vào năm 1940, cho đến chiếc cuối cùng giao cho Pháp vào năm 1953, có 12.571 chiếc F4U Corsair được sản xuất bởi Vought.
Corsair được biết đến rộng rãi với tên "The Sweetheart of the Marianas" (Người tình của Marianas) và "The Angel of Okinawa" (Thiên thần của Okinawa) vì vai trò của chúng trong những chiến dịch tương ứng. Những tên này do các đơn vị mặt đất đặt hơn là do người của Hải quân và Thủy quân Lục chiến đặt cho. Tuy vậy, trong giới phi công, nó được đặt tên lóng "Ensign Eliminator" (Máy thải Thiếu úy) và "Bent-Wing Eliminator" (Máy thải cánh cong) vì nó đòi hỏi nhiều giờ huấn luyện hơn để nắm vững so với những chiếc máy bay hải quân khác. Nó cũng được gọi đơn giản là "U-bird" (Chim U) hay "Bent Wing Bird" (Chim cánh cong). Người Nhật đặt tên F4U là "Whistling Death" (Tiếng huýt sáo chết chóc) do âm thanh khá cao nó tạo ra (do không khí luồn qua bộ tản nhiệt dầu ở gốc cánh).

## Thiết kế và phát triển

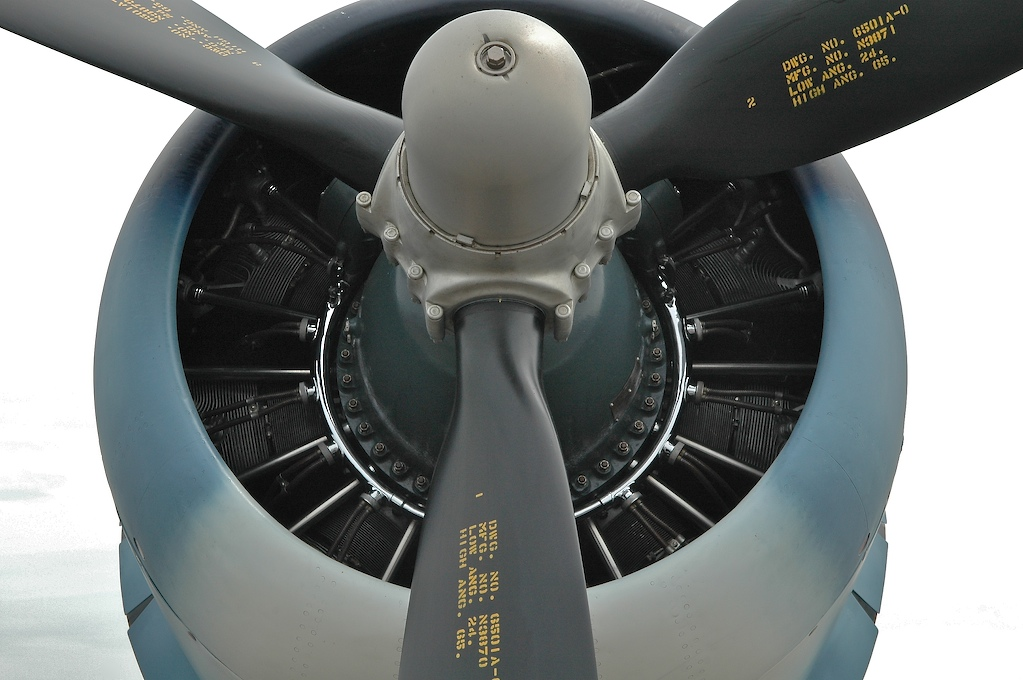
Động cơ 2.000 mã lực Pratt & Whitney R-2800-8 gắn trên chiếc Goodyear FG-1 Corsair

Corsair do Rex Beisel và Igor Sikorsky thiết kế, được gắn chiếc động cơ lớn nhất có được vào thời đó, Pratt & Whitney R-2800 Double Wasp 18 xy lanh bố trí hình tròn mạnh 2.000 mã lực (1.490 kW). Để trích xuất được càng nhiều sức mạnh càng tốt, một bộ cánh quạt khá lớn 3 cánh Hamilton Standard Hydromatic 4,06 m (13 ft 4 in) được sử dụng. Để cho cánh gấp được, các nhà thiết kế định xếp càng hạ cánh ra phía sau, nhưng vì kiểu bề rộng cánh được chọn, rất khó gắn càng đủ dài để cung cấp khoảng sáng cần thiết cho cánh quạt lớn. Cánh kiểu hải âu ngược chính là giải pháp, cho phép thu ngắn càng đáp chính của máy bay. Điểm uốn trên cánh cũng cho phép cánh và thân tiếp giáp ở góc tối ưu nhằm giảm thiểu lực cản do nhiễu. Bù đắp lại những lợi ích đó, cánh uốn khó chế tạo hơn và nặng hơn cánh thẳng.

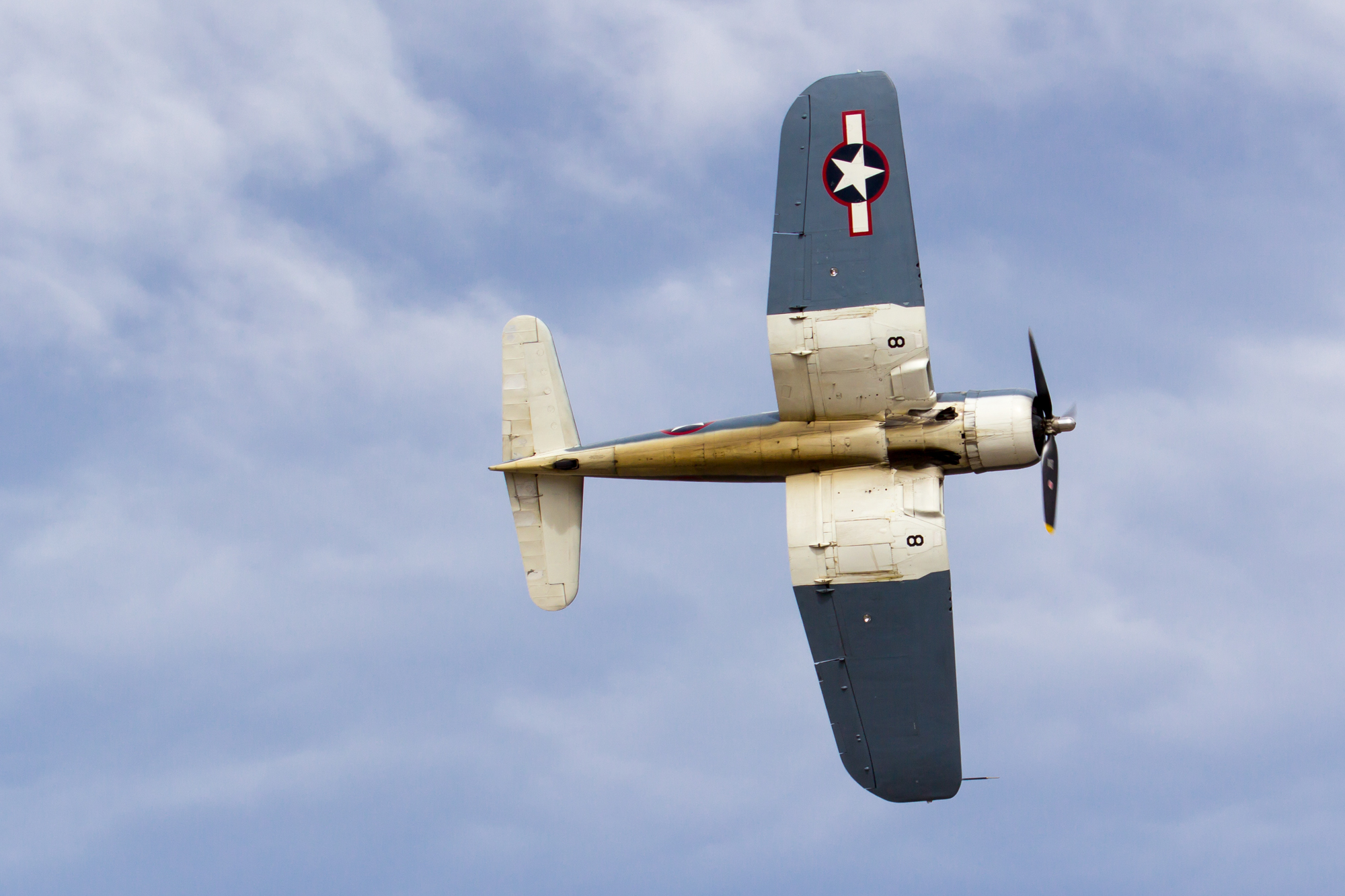
Mặt dưới bụng một chiếc Corsair

Đặc tính khí động học của Corsair là một tiến bộ so với những máy bay tiêm kích Hải quân thời đó. F4U là máy bay Hải quân Mỹ đầu tiên có càng đáp xếp hoàn toàn, làm cho cánh hoàn toàn phẳng. Những lỗ hút gió được bố trí ở cạnh trước cánh hơn là những môi nhô ra. Cấu trúc được kết nối bằng đinh tán phẳng, và tận dụng ưu thế của kỹ thuật hàn điểm vừa mới phát triển. Trong khi áp dụng những kỹ thuật này, Corsair lại là chiếc máy bay chiến đấu do Mỹ chế tạo cuối cùng còn có các bề mặt kiểm soát bay phủ vải. Vải được dùng để phủ mặt trên và dưới của phía ngoài cánh cũng như bề mặt các cánh đuôi. Cho dù đạt được tốc độ tối đa trên 640 km/h (400 mph), khi bật cánh phụ lên 60°, Corsair vẫn có khả năng bay chậm đủ để hạ cánh trên tàu sân bay.
Mặc dù áp dụng những kỹ thuật tiến bộ và một tốc độ tối đa vượt trội hơn mọi máy bay đang có của Hải quân, nhiều vấn đề kỹ thuật đã phải giải quyết trước khi đưa Corsair vào sử dụng. Khả năng tương thích với tàu sân bay là một vấn đề lớn trong phát triển, khiến phải thay đổi càng đáp chính, bánh đáp sau và móc đuôi. Những chiếc nguyên mẫu đầu tiên gặp khó khăn khi muốn thoát ra khỏi vòng xoáy vì dạng cánh hải âu ngược gây nhiễu với hoạt động của cánh nâng. Một tấm lái ngang nhỏ được thêm vào mép trước của cánh phải để làm giảm đặc tính chòng chành.
Sự kết hợp một buồng lái ở phía đuôi và mũi máy bay dài làm cho việc hạ cánh chiếc Corsair trở nên rất nguy hiểm cho phi công mới. Thực ra vị trí của buồng lái trên chiếc nguyên mẫu dịch hơn 3 ft về phía trước, nhưng mong muốn trang bị hỏa lực mạnh hơn khiến phải thay đổi cấu trúc. Việc gắn 3 súng máy cỡ nòng.50 trên phần ngoài mỗi bên cánh chiếm chỗ thùng nhiên liệu ở đây, nên phải mở rộng thùng nhiên liệu trong thân sau động cơ để bù lại lượng bị mất. Điều này đòi hỏi ghế ngồi phải được lui ra phía sau, đàng sau thùng nhiên liệu, một cách sắp xếp được dùng trên các máy bay cánh quạt thời đó như Spitfire. Vì đã có chiếc F6F Hellcat dễ sử dụng hơn được đưa vào hoạt động, việc triển khai Corsair trên các tàu sân bay Mỹ có thể trì hoãn được. Sau những cải tiến của Vought cho bộ phận đáp, vị trí chỗ ngồi, cánh phụ, và tìm ra kỹ thuật hạ cánh sao cho khi sắp hạ cánh luôn nhìn thấy được Sĩ quan Tín hiệu Hạ Cánh (LSO: landing signal officer) trên tàu sân bay, Corsair bắt đầu được đưa vào sử dụng trên các tàu sân bay Mỹ vào cuối năm 1944.

## Các phiên bản thời chiến
Trong Thế Chiến II, ngoài Chance Vought, Corsair cũng được sản xuất bởi Brewster (F3A) và Goodyear (FG). Các lực lượng Đồng Minh sử dụng nó trong chiến tranh còn có Hải quân Hoàng gia Anh và Không quân Hoàng gia New Zealand. Có tổng cộng 12.571 chiếc F4U thuộc 16 kiểu khác nhau được sản xuất từ năm 1942 đến năm 1953.
Các phiên bản trong Thế Chiến II gồm có:
F4U-1: Chiếc Corsair đầu tiên với chiều cao ghế ngồi trong buồng lái bình thường và nóc buồng lái dạng "lồng chim". Nó dựa trên chiếc thử nghiệm XF4U, nhưng được thêm thùng nhiên liệu lớn hơn và bỏ bớt những cửa sổ thân sau buồng lái, cũng như được trang bị 6 súng máy Browning M2 cỡ nòng .50 cal (12,7 mm). Phiên bản đặt căn cứ trên bộ dành cho Thủy quân Lục chiến, với cánh không gấp được do Goodyear chế tạo với tên gọi FG-11zgf. F4U-1 cũng phục vụ Hải quân Anh được đặt tên là Corsair Mk I.
F4U-1A: Phiên bản trang bị nóc buồng lái kiểu "Malcolm" chỉ với 2 trụ chống giống như nóc buồng lái của Supermarine Spitfire. Ghế ngồi được nâng cao cho phép phi công nhìn tốt hơn qua mũi máy bay dài. F4U-1A cung cấp cho Thủy quân Lục chiến có cánh không gấp được và không có móc dừng sau đuôi; trong khi máy bay dành cho Hải quân vẫn có yy   ¹ những tính năng này. Thêm vào đó, động cơ R-2800-8W bổ sung thêm tính năng làm mát động cơ nhờ hỗn hợp nước-metanol được thử nghiệm trên một trong những chiếc F4U-1A đời sau với kết quả rất hài lòng. Sau đó, nhiều chiếc F4U-1A được gắn động cơ mới. Chiếc máy bay mang thùng nhiên liệu chính 897 L (237 U.S. Gal.) đặt trước buồng lái, và thùng nhiên liệu phụ không được bảo vệ, không tự hàn được, dung tích 235 L (62 U.S. Gal.) dưới mỗi cánh. Với những thùng nhiên liệu phụ vứt được bổ sung, chiếc máy bay tiêm kích có thể bay đường trường một tầm xa tối đa trên 2.425 km (1.500 mi). Phiên bản dành cho Thủy quân Lục chiến do Goodyear chế tạo với tên gọi FG-1A, và trong Hải quân Anh là Corsair Mk II, kiểu này có cánh được rút bớt để phù hợp với những tàu sân bay Anh nhỏ hơn.
F4U-1B: Giống như F4U-1A, ngoại trừ cánh được rút bớt cho vừa thang nâng và kho chứa máy bay trên những tàu sân bay Anh nhỏ hơn.
F4U-1C: Phiên bản này được sản xuất trong năm 1943, nhưng phải đến năm 1945 thì nó mới được sử dụng trong chiến đấu, chủ yếu trong trận Okinawa. Được phát triển với vai trò tấn công mặt đất cũng như không chiến, thông số kỹ thuật của F4U-1C giống như F4U-1A nhưng thay vì được trang bị 6 khẩu súng máy M2 Browning 12,7 mm, F4U-1C được trang bị 4 khẩu pháo Hispano-Suiza M2 20 mm (0.79"), với 231 quả đạn mỗi khẩu. Phiên bản này rất hiếm vì chỉ có 200 chiếc được chế tạo. Nguyên nhân vì phi công Mỹ thích được trang bị 6 khẩu súng máy M2 Browning, nó nhẹ hơn, mang nhiều đạn hơn, cũng như tốc độ bắn nhanh hơn nhiều so với Hispano-Suiza M2. Trọng lượng của 4 khẩu pháo Hispano và đạn 20 mm của nó ảnh hưởng khá nhiều đến tính năng bay, đặc biệt là độ nhanh nhẹn, nhưng dòng F4U-1C có độ sát thương rất mạnh trong vai trò tấn công mặt đất.
F4U-1D: Được phát triển song song với chiếc F4U-1C, nhưng chỉ được giới thiệu vào năm 1944. Nó được trang bị động cơ R-2800-8W có phun nước. Thay đổi này giúp nâng công suất động cơ thêm 250 mã lực (187 kW), do đó làm tăng tính năng bay, ví dụ như, tốc độ tối đa tăng từ 671 km/h (417 mph) lên 684 km/h (425 mph). Vì nhu cầu của Hải quân Mỹ cần có máy bay tiêm kích-ném bom, nó được tăng gấp đôi số rocket mang được so với F4U-1A cũng như 1 thùng nhiên liệu phụ mang được dưới thân. Vai trò mới tiêm kích-ném bom làm cho những ngăn chứa nhiên liệu trong cánh trở nên nguy hiểm và được tháo bỏ; hai thùng nhiên liệu phụ treo dưới cánh cung cấp đủ cho những chuyến bay khá dài cho dù tải trọng nặng và tính năng khí động học kém. Trang bị vũ khí tiêu chuẩn gồm 6 súng máy cỡ nòng.50. Nắp kính buồng lái của hầu hết những chiếc F4U-1D được bỏ bớt các trụ chống và các nắp kim loại, vốn trước đây được dùng gia cố chống vỡ kính. Việc sản xuất kiểu này cũng được thực hiện bởi Goodyear (FG-1D) và Brewster (F3A-1D). Trong Hải quân Hoàng gia, chiếc trước được gọi là Corsair Mk IV và chiếc sau là Corsair III, cả hai đều được cải tiến rút bớt cánh để sử dụng trên những tàu sân bay Anh nhỏ.
F4U-1P: Một phiên bản hiếm trang bị máy ảnh trinh sát.
F4U-2: Phiên bản thử nghiệm biến cải chiếc F4U-1 Corsair thành máy bay tiêm kích ban đêm hoạt động trên tàu sân bay, gắn 4 súng máy cỡ nòng.50. Máy bay được trang bị bộ radar ngăn chặn máy bay (AI) trong một chụp gắn phía ngoài cánh phải. Vì hãng Vought bận trong các chương trình quan trọng khác, chỉ có 32 chiếc được biến cải từ những chiếc F4U-1 có sẵn bởi Nhà máy Không lực Hải quân và 2 chiếc được biến cải bởi các đơn vị tiền phương. Kiểu này tham gia chiến đấu với các phi đội VF(N)-101 trên các tàu sân bay USS Enterprise (CV-6) và USS Intrepid (CV-11) vào đầu năm 1944, VF(N)-75 tại quần đảo Solomon và VMF(N)-532 trong Trận chiến Tarawa.
XF4U-3: Máy bay thử nghiệm được chế tạo để gắn nhiều kiểu động cơ khác nhau nhằm thử tính năng bay của Corsair với nhiều loại động cơ. Phiên bản này không được đưa ra hoạt động. Goodyear cũng góp phần chế tạo một số khung máy bay cho chương trình này, ký hiệu FG-3. Một nguyên mẫu thử nghiệm duy nhất XF4U-3B với các thay đổi nhỏ cũng được sản xuất.

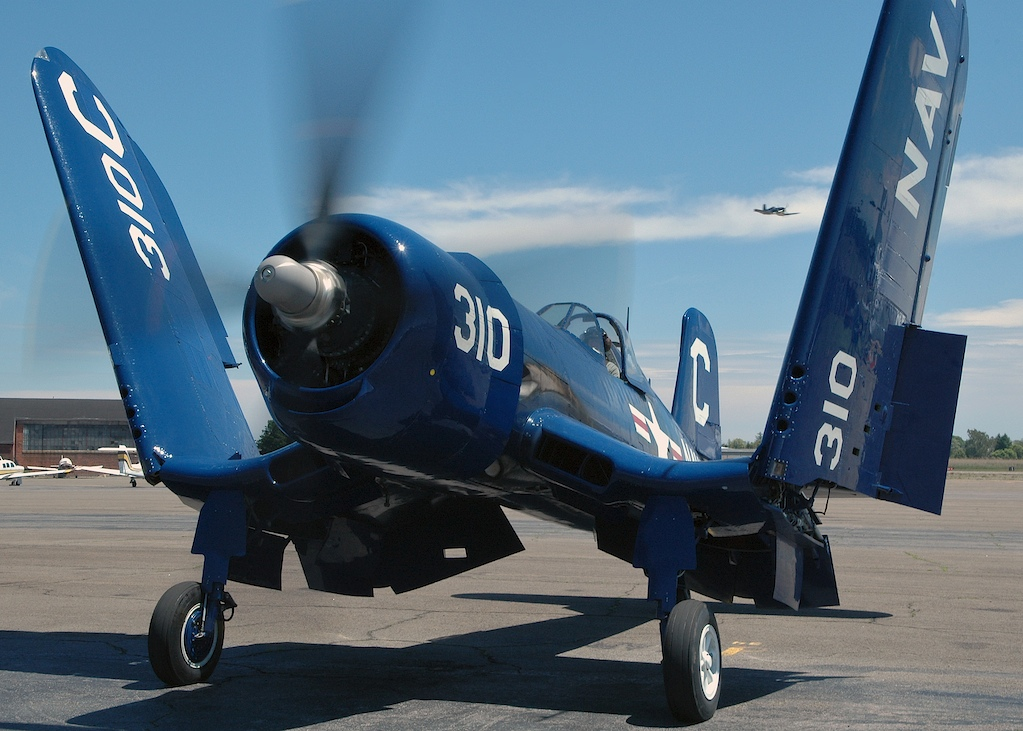
Một chiếc F4U-4 đậu xếp cánh trong khi một chiếc F4U-1 đang bay bên trên

F4U-4: Phiên bản cuối cùng sản xuất trong chiến tranh, và tham gia hoạt động 4 tháng trước khi chiến tranh kết thúc. Nó gắn động cơ siêu tăng áp 2 tầng R-2800-18W tạo ra 2.100 mã lực (1.566 kW). Khi các xy lanh được phun dung dịch hỗn hợp cồn/nước, công suất được đẩy lên 2.450 mã lực (1.827 kW). Chiếc máy bay cần có khe gió bên dưới mũi máy bay, và các thùng dầu phụ được tháo bỏ để cơ động tốt hơn dù phải hy sinh tầm bay xa. Bộ cánh quạt được bổ sung 1 cánh nâng tổng số lên 4 cánh. Tốc độ tối đa đạt đến 718 km/h (448 mph) và tốc độ lên cao là trên 19,7 mét mỗi giây (3.800 fpm) so với tốc độ 14,7 m/s (2.900 fpm) của F4U-1A. Trần bay cũng được tăng lên đáng kể từ 11.278 m (37.000 ft) lên 12.497 m (41.000 ft). Chiếc "4-Hog" này vẫn có 6 súng máy cỡ nòng.50 và mọi trang bị gắn ngoài (thùng dầu phụ, bom...) của F4U-1D. Kính chắn đạn được làm phẳng để tránh méo hình, thay cho kính chắn đạn dạng cong của các kiểu Corsair trước.
F4U-4B: Tên đặt cho những chiếc F4U-4 được dự định giao cho Hải quân Hoàng gia Anh, nhưng được giữ lại phục vụ cho Mỹ. Hải quân Anh không nhận được chiếc F4U-4 nào.
F4U-4C: 300 chiếc F4U-4 được đặt hàng với khác biệt về vũ khí là 4 khẩu pháo Hispano-Suiza HS.404 20 mm (0,79").
F4U-4E and F4U-4N: Được phát triển khá trễ cho chiến tranh, những chiếc máy bay tiêm kích ban đêm này có 1 chụp radar gắn trên đầu cánh phải. Kiểu -4E trang bị radar APS-4, trong khi -4N trang bị radar loại APS-6. Cộng vào đó, những chiếc này được trang bị 4 khẩu pháo 20mm M2 tương tự như F4U-1C. Những biến thể tiêm kích ban đêm này sẽ được dùng rộng rãi trong Chiến tranh Triều Tiên.
F4U-4P: Giống như -1P, một phiên bản hiếm gắn máy ảnh trinh sát.
F4U-5: Một biến cải thiết kế của kiểu F4U-4 trong năm 1945, bay lần đầu tiên ngày 21 tháng 12 năm đó, được dự định làm tăng tính năng bay chung của F4U-4 Corsair và tích hợp nhiều đề nghị của những phi công lái Corsair. Nó có động cơ Pratt & Whitney R-2800-32(E) mạnh hơn với bộ siêu tăng áp 2 tầng công suất tối thiểu đạt được 2.450 mã lực. Các cải tiến khác bao gồm kiểm soát gió tự động, cánh nắp động cơ, các cửa làm mát khí nạp và bộ tản nhiệt dầu động cơ, những tấm bật trên bánh lái và bánh lái độ cao, buồng lái hiện đại hóa toàn bộ, bánh đáp sau xếp được toàn phần. Nắp động cơ trước mũi được hạ thấp 2 cm giúp cải thiện tầm nhìn phía trước, nhưng có lẽ đột phá nhất là F4U-5 là phiên bản đầu tiên có cánh toàn kim loại, thay cho phần ngoài cánh được phủ vải trên tất cả các phiên bản trước đó.

### Các phiên bản Super Corsair
Các phiên bản F2G-1 và F2G-2 là những máy bay khác biệt đáng kể, gắn động cơ Pratt & Whitney R-4360 Wasp Major 28-xy lanh bố trí kiểu vòng tròn thành 4 hàng dạng "lõi bắp", kính buồng lái hình giọt nước; và được thiết kế như máy bay tiêm kích đánh chặn chuyên dụng chống lại các cuộc tấn công tự sát kiểu "Thần Phong" (Kamikaze) của Nhật Bản. Khác biệt duy nhất giữa các phiên bản -1 và -2 là cánh cố định của -1, trong khi -2 có cánh xếp để hoạt động trên tàu sân bay. Vì Thế Chiến II sắp kết thúc, những vấn đề về phát triển nảy sinh đưa đến việc hủy bỏ kế hoạch của loại máy bay F2G này.

## Lịch sử hoạt động

### Hải quân và Thủy quân Lục chiến Hoa Kỳ trong Thế Chiến II
Corsair bắt đầu phục vụ tại tiền tuyến vào đầu năm 1943. Khoảng một tá chiếc F4U-1 của Thủy quân Lục chiến di chuyển đến căn cứ Henderson Field trên đảo Guadalcanal (mật danh "Cactus") trong quần đảo Solomon ngày 12 tháng 2 năm 1943. Trận chiến đầu tiên được ghi nhận vào ngày 14 tháng 2 năm 1943, khi Corsair của Phi Đội VMF-124 do Thiếu tá William E. Gise chỉ huy giúp đỡ P-40 Warhawk và P-38 Lightning trong việc hộ tống các máy bay ném bom B-24 Liberator không kích các cứ điểm Nhật trên quần đảo Solomons. Máy bay tiêm kích Nhật kháng cự lại cuộc không kích và người Mỹ bị thiệt hại nặng, mất bốn chiếc P-38, hai P-40, hai Corsair và hai Liberator. Không quá bốn chiếc Zero bị tiêu diệt. Một chiếc Corsair ghi được một "chiến công," nhưng chẳng có gì hãnh diện khi nó chỉ là do va chạm nhau trên không. Sự thất bại này thường được gọi là "Thảm họa ngày lễ thánh Valentine.".

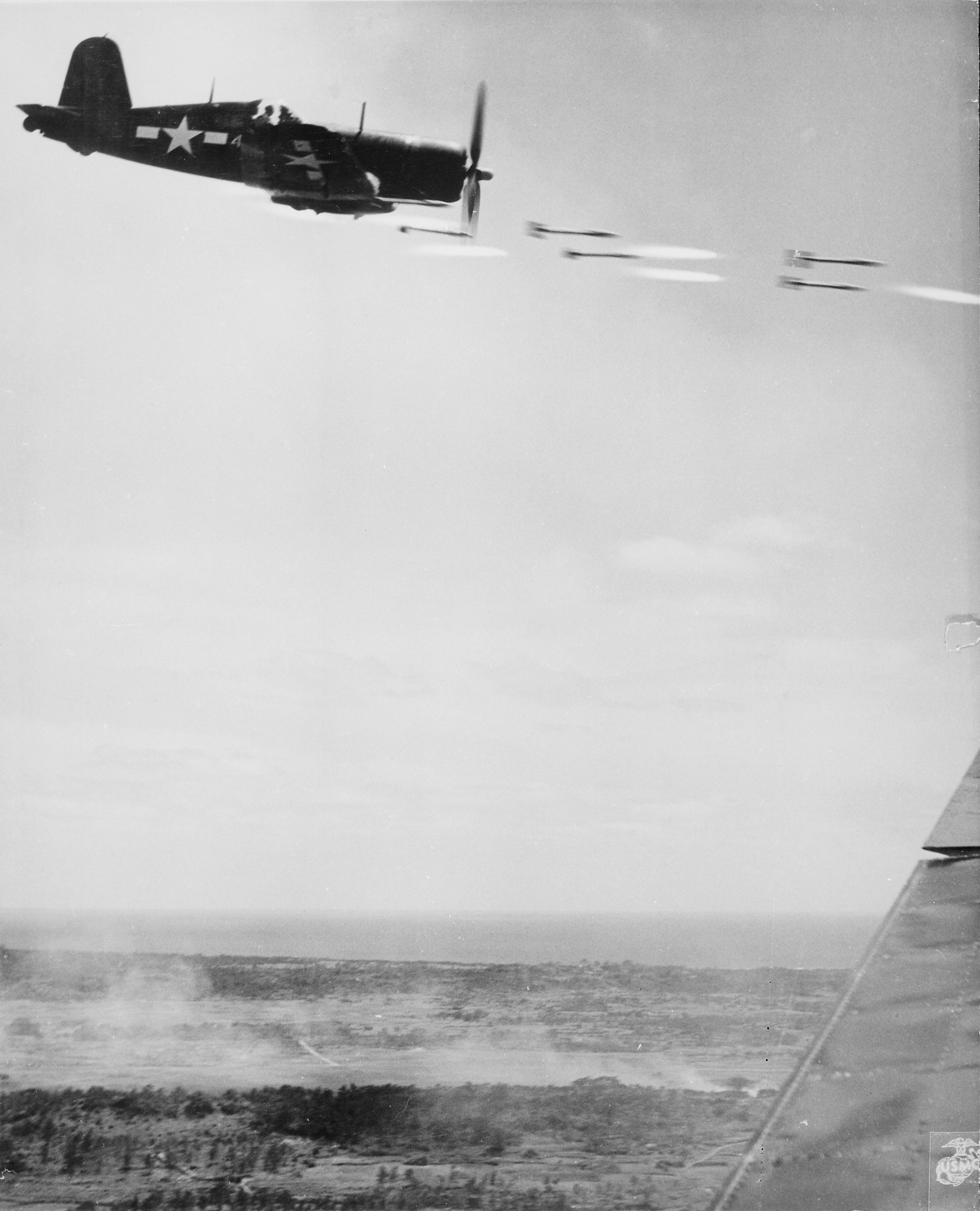
Một chiếc Corsair bắn rocket xuống cứ điểm phòng thủ Nhật trên đảo Okinawa

Mặc dù sự khởi đầu chiến đấu của Corsair không mấy ấn tượng, lực lượng Thủy quân Lục chiến nhanh chóng nắm bắt cách sử dụng chúng hiệu quả và chứng tỏ tính ưu việt của nó so với máy bay tiêm kích Nhật. Đến tháng 4 năm 1943, Corsair khởi sự có ưu thế; rồi đến tháng 5, phi đội VMF-124 có "Ách" Corsair đầu tiên, Thiếu úy Kenneth A. Walsh, sau này có tổng cộng 21 chiến công trong suốt cuộc chiến tranh..
Corsair cũng phục vụ tốt trong vai trò máy bay tiêm kích-ném bom ở Trung Thái Bình Dương và tại Philippines. Đến mùa Xuân 1944, phi công Thủy quân Lục chiến khởi sự khai thác khả năng hỗ trợ mặt đất trong đổ bộ. Phi công lừng danh Charles Lindbergh bay Corsair cùng với Thủy quân Lục chiến như là cố vấn kỹ thuật dân sự nhằm xác định cách thức gia tăng tải trọng chiến đấu của Corsair cũng như hiệu quả trong vai trò tấn công. Lindbergh đã tìm cách cất cánh chiếc F4U với 1.800 kg (4.000 lb) bom, một quả 2.000 lb (900 kg) treo dưới thân và một quả 450 kg (1.000 lb) dưới mỗi cánh. Trong những lần thử nghiệm như thế, ông cũng tham gia tấn công các vị trí Nhật trong các trận chiến tại quần đảo Marshall.
Đến đầu năm 1945, Corsair đã trở nên máy bay hỗ trợ mặt đất ("mudfighter") thực thụ, tấn công mục tiêu bằng bom công phá cao, bom cháy (napal) và rocket. Nó là chiến binh nổi bật trong các trận đánh Palaus, Iwo Jima, và Okinawa, khi các đơn vị mặt đất gọi chúng là "Người tình" (sweetheart) vì các hỗ trợ được mong đợi mỗi khi tình hình trở nên khó chịu.
Thống kê cuối cuộc chiến cho thấy F4U và FG thực hiện 64.051 phi vụ cho cả Hải quân và Thủy quân Lục chiến (44% tổng số phi vụ tiêm kích), chỉ có 9.581 phi vụ (15%) thực hiện từ tàu sân bay. Phi công của F4U và FG ghi được 2.140 chiến công không chiến và chịu 189 thiệt hại do máy bay định, đạt tỉ lệ thắng:thua chung lớn hơn 11:1. Kiểu máy bay này đối địch tốt với những máy bay tốt nhất của Nhật, đạt tỉ lệ 12:1 khi chống lại Mitsubishi A6M, 7:1 đối với Nakajima Ki-84, 13:1 đối với Kawanishi N1K-J, và 3:1 đối với Mitsubishi J2M trong năm chiến tranh cuối cùng. Corsair gánh phần nặng của các phi vụ tiêm kích-ném bom, khi ném tổng cộng 15.621 tấn bom (70% số bom ném bởi máy bay tiêm kích).
Thiệt hại của Corsair trong Thế Chiến II tổng kết như sau: 
- Do không chiến: 189
- Do hỏa lực phòng không của địch: 349
- Tai nạn trong khi chiến đấu: 230
- Tai nạn trong các chuyến bay không chiến đấu: 692
- Bị phá hủy trên tàu hay trên mặt đất: 164[26]

Chiến công thú vị nhất có lẽ là của Thiếu úy Thủy quân Lục chiến R.R. Klingman thuộc phi đội VMF-312 Checkerboards trên bầu trời Okinawa. Theo như câu chuyện kể lại, anh đang bám đuôi một chiếc tiêm kích 2-động cơ Kawasaki Ki-45 Toryu ("Nick") ở cao độ rất cao thì súng của anh kẹt đạn do dầu bôi trơn bị đông lại vì quá lạnh. Anh sáp lại gần và băm nát đuôi chiếc Ki-45 bằng cánh quạt lớn của chiếc Corsair. Cho dù đầu những cánh quạt của anh bị mòn mất 5 inch, anh vẫn xoay xở hạ cánh an toàn và được trao tặng huy chương Chữ Thập Hải Quân..

### Hải quân Hoàng gia Anh
Không lực Hải quân Hoàng gia Anh (FAA) đưa Corsair vào hoạt động sớm hơn Hải quân Mỹ. Các đơn vị Anh Quốc hoạt động trên tàu sân bay giải quyết vấn đề tầm nhìn khi hạ cánh bằng cách tiếp cận tàu sân bay bằng một vòng lượn vừa từ bên trái, cho phép phi công quan sát được sàn đáp qua chỗ lỏm của cánh và hạ cánh trên tàu sân bay được an toàn.
Trong những ngày đầu của chiến tranh, nhu cầu máy bay tiêm kích của Hải quân Hoàng gia được đáp ứng bằng những kiểu thiết kế 2-chỗ ngồi cồng kềnh như Blackburn Skua, Fairey Fulmar và Fairey Firefly, dựa trên suy đoán rằng chúng chỉ dùng để chiến đấu chống lại những máy bay ném bom tầm xa hoặc thủy phi cơ. Hải quân Hoàng gia nhanh chóng áp dụng những kiểu có tính năng bay cao nhưng kém mạnh biến cải từ những kiểu máy bay trên bộ, như chiếc Supermarine Seafire. Corsair được hoan nghênh vì là kiểu mạnh mẽ và linh hoạt hơn những kiểu cải biến.
Khi hoạt động trong Hải quân Hoàng gia, đa số Corsair có phần ngoài cánh được thu gọn để chứa được trên các tàu sân bay cũng như có tính năng bay tốt hơn ở cao độ thấp. Cho dù có cánh được thu gọn và chiều dài sàn đáp của tàu sân bay Anh ngắn hơn, phi công Hải quân Hoàng gia ít gặp phải vấn đề tai nạn khi hạ cánh hơn phi công Mỹ do kiểu tiếp cận lượn vòng đề cập bên trên. Corsair được sử dụng rộng rãi tại Hạm Đội Anh Thái Bình Dương từ cuối năm 1944 cho đến hết chiến tranh, trong sáu phi đội đóng trên tàu sân bay, thực hiện các phi vụ can thiệp, tấn công mặt đất, bắn hạ được 47,5 máy bay địch.
Hải quân Hoàng gia nhận được 95 chiếc Corsair Mk I (F4U-1) và 510 chiếc Mk II (F4U-1A). Những chiếc được chế tạo bởi Goodyear được gọi là Mk III (tương đương với FG-1D), và bởi Brewster được gọi là Mk IV (tương đương F3A-1D). Máy bay Corsair Anh được rút gọn cánh 20 cm ở phía đầu cánh, cho phép chứa F4U trong tầng dưới các tàu sân bay Anh. Hải quân Hoàng gia là bên đầu tiên đưa F4U ra hoạt động trên tàu sân bay. Họ chứng minh được rằng Corsair Mk II có thể hoạt động ở một mức độ thành công nào đó ngay cả trên các tàu sân bay hộ tống nhỏ. Tất nhiên không phải hoàn toàn không có sự cố, một trong số đó là hao mòn các dây hãm do trọng lượng nặng của chiếc Corsair và sự căng thẳng của phi công để duy trì máy bay không tròng trành ở tốc độ tối thiểu.
Các đơn vị của Không lực Hải quân Hoàng gia được thành lập và trang bị tại Mỹ, ở Quonset Point hay Brunswick, và sau đó được chuyển ra chiến trường trên các tàu sân bay hộ tống. Đơn vị được trang bị Corsair đầu tiên là Phi đội 1830, thành lập ngày 1 tháng 6 năm 1943, và hoạt động trên tàu sân bay HMS Illustrious. Đến cuối chiến tranh, 19 phi đội Hải quân Hoàng gia được trang bị Corsair, và hoạt động trên cả mặt trận châu Âu và Thái Bình Dương. Những chiến dịch đầu tiên và quan trọng nhất là một loạt các cuộc tấn công vào tháng 4, tháng 7 và tháng 8 năm 1944 nhắm vào chiếc Thiết giáp hạm Đức Tirpitz, trong đó những chiếc Corsair xuất phát từ các tàu sân bay HMS Victorious và HMS Formidable yểm trợ từ trên không. Những chiếc Corsair trong các chiến dịch này đã không gặp sự kháng cự trên không nào.
Corsair Hải quân Hoàng gia ban đầu được sơn màu ngụy trang xanh lá/xanh rêu phía trên và trắng phía dưới, nhưng sau đó được sơn toàn bộ xanh dương đậm. Những chiếc hoạt động trên mặt trận Thái Bình Dương mang một phù hiệu Anh đặc biệt - một vòng tròn xanh trắng cải tiến trên một sọc trắng, để nhìn trông gần giống phù hiệu Mỹ hơn là phù hiệu Nhật Bản hầu tránh bị bắn nhầm. Có tổng cộng 2.012 chiếc Corsair được cung cấp cho Vương quốc Anh.
Trên mặt trận Thái Bình Dương, Corsair Hải quân Hoàng gia bắt đầu hoạt động từ tháng 4 năm 1944, tham gia cuộc tấn công Sabang, và sau đó tấn công các nhà máy lọc dầu tại Palembang. Trong tháng 7 và tháng 8 năm 1945, các phi đội Corsair số 1834 1836, 1841 và 1842, xuất phát từ các tàu sân bay HMS Victorious and Formidable tham dự một loạt các cuộc tấn công vào chính quốc Nhật Bản gần Tokyo.
Có ít nhất một chiếc Corsair bị Đức chiếm được, đó là chiếc Corsair JT404 của Phi đội 1841 (HMS Formidable) do Đại úy RS Baker-Falkner, chỉ huy phi đội, buộc phải hạ cánh khẩn cấp ngày 18 tháng 7 năm 1944 tại một cánh đồng ở Sorvag, gần Bodo, Na Uy. Chiếc Corsair bị chiếm còn nguyên vẹn, và sau đó không rõ là nó có được đưa sang Đức hay không.
Ngày 9 tháng 8 năm 1945, khi chỉ còn vài ngày là chiến tranh kết thúc, những chiếc Corsair từ tàu Formidable tấn công cảng Shiogama ở bờ biển đông bắc Nhật Bản. Phi công người Canada, Trung úy Robert Hampton Gray, bị pháo phòng không bắn trúng nhưng vẫn tấn công và đánh chìm một tàu khu trục Nhật bằng một bom 450 kg (1.000 lb), nhưng anh bị rơi máy bay ngoài biển. Anh được truy tặng huân chương Victoria Cross, trở thành phi công Canada thứ hai, cũng là cuối cùng, được trao tặng huân chương này. Đây cũng là tổn thất cuối cùng của Canada trong Thế Chiến II.

### Không quân Hoàng gia New Zealand

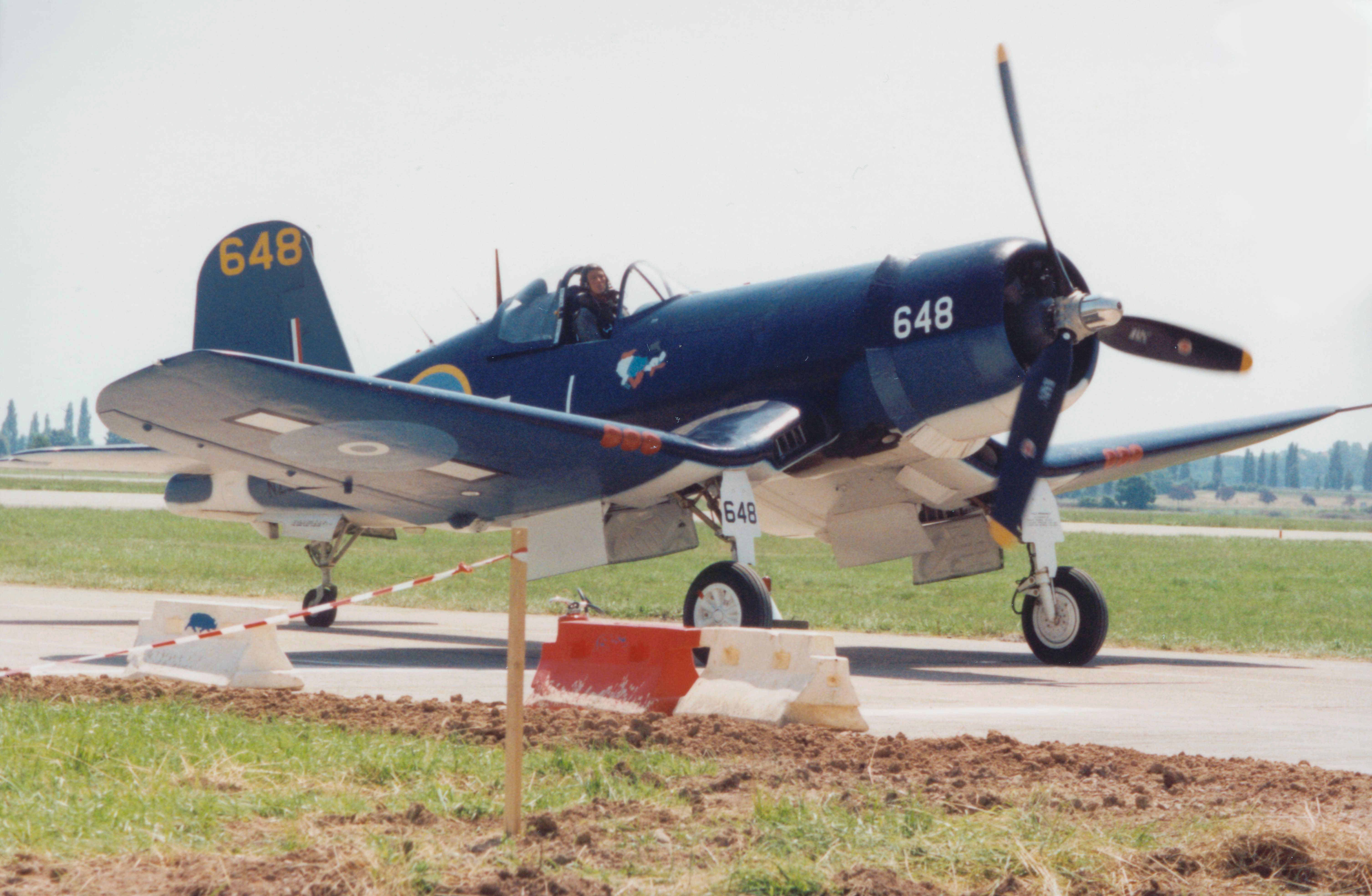
Corsair FG-1D (F4U-1D do Goodyear chế tạo) phục vụ trong Không quân Hoàng gia New Zealand.

Được trang bị những chiếc máy bay Curtiss P-40 lạc hậu, các phi đội Không quân Hoàng gia New Zealand tại chiến trường Nam Thái Bình Dương hoạt động khá ấn tượng so với các đơn vị Hoa Kỳ cùng chiến đấu, đặc biệt là trong vai trò không chiến. Chính phủ Hoa Kỳ do đó đã có quyết định cho phía New Zealand được tiếp cận sớm những chiếc Corsair, nhất là khi nó chưa được sử dụng ngay trên các tàu sân bay. Có khoảng 424 chiếc Corsair được trang bị cho các lực lượng New Zealand, thay thế những chiếc SBD Dauntless cũng như P-40. Những phi đội đầu tiên được trang bị Corsair là Phi đội 20 và Phi đội 21, đóng trên đảo Espiritu Santo, hoạt động từ tháng 5 năm 1944. Đến cuối năm 1944, F4U được trang bị cho tất cả 12 phi đội tiêm kích New Zealand tại Thái Bình Dương. Trong các đơn vị Corsair của Không quân Hoàng gia New Zealand, chỉ có các phi công và một nhóm nhỏ nhân viên trực thuộc phi đội, trong khi máy bay và nhóm kỹ thuật bảo trì lại được gom về một nhóm chung.
Tuy nhiên, đến khi Corsair có mặt tại chiến trường, gần như không còn máy bay Nhật hiện diện tại những khu vực Nam Thái Bình Dương do phía New Zealand đảm trách, cho dù các phi đội New Zealand có mở rộng các hoạt động của họ lên các đảo phía Bắc, Corsair được dùng chủ yếu cho các nhiệm vụ hỗ trợ mặt đất cho các đơn vị Hoa Kỳ, Australia và New Zealand chống lại lực lượng Nhật Bản trên bộ. Các phi công New Zealand nhận biết được tầm nhìn trước khá kém của Corsair cũng như xu hướng bị lộn vòng xuống đất, nhưng giải quyết được các thiếu sót này bằng các huấn luyện phi công cách tiếp cận vòng cung trước khi sử dụng chúng tại các sân bay dã chiến ngoài mặt trận.
Corsair Không quân Hoàng gia New Zealand chủ yếu thực hiện các nhiệm vụ hỗ trợ mặt đất, và do đó không ghi được chiến công không chiến nào. Tháng 9 năm 1945, Phi đội 14 mang những chiếc Corsair của nó đến Nhật Bản như là một thành phần của Lực lượng Chiếm đóng Khối Thịnh vượng chung Anh. Đến cuối năm 1945, tất cả các phi đội Corsair ngoại trừ Phi đội 14 đóng tại Nhật được giải thể. Corsair ngưng phục vụ năm 1947.

### Chiến tranh Triều Tiên
Trong chiến tranh Triều Tiên, Corsair được sử dụng hầu hết trong vai trò hỗ trợ mặt đất. Chiếc AU-1 Corsair là một phiên bản tấn công mặt đất được sản xuất cho chiến tranh Triều Tiên, trang bị động cơ Pratt & Whitney R-2800, cho dù vẫn có tăng áp, hoạt động ở tầm cao không bằng F4U. Khi chiếc Corsair chuyển đổi vai trò từ tiêm kích chiếm ưu thế trên không sang tấn công mặt đất, kiểu cánh hải âu ngược tỏ ra có hiệu quả. Kiểu cánh thẳng và thấp thường che khuất tầm nhìn từ buồng lái xuống mặt đất khi bay ngang, nhưng một phi công Corsair có thể nhìn qua "khe" cánh mà không cần thiết phải lượn qua lại.
Các phiên bản AU-1, F4U-4B, F4U-4C, F4U-4P và F4U-5N tham gia chiến đấu tại Triều Tiên trong thời gian 1950 đến 1953. Những trận không chiến đã xảy ra giữa F4U và những chiếc máy bay tiêm kích Yakovlev Yak-9 do Liên Xô chế tạo vào giai đoạn đầu của cuộc xung đột, nhưng khi đối phương đưa chiếc tiêm kích phản lực Mikoyan-Gurevich MiG-15 nhanh hơn vào hoạt động, Corsair bị qua mặt, cho dù một phi công thủy quân lục chiến đã gặp may. Vào ngày 10 tháng 9 năm 1952, một chiếc MiG-15 đã sai lầm sa vào việc tranh chấp lượn vòng với một chiếc Corsair của Đại úy Jesse G. Folmar, và bị Folmar bắn hạ bằng bốn khẩu pháo 20 mm. Đồng đội của chiếc MiG nhanh chóng phục thù, bắn hạ Folmar, nhưng anh nhảy dù ra và được cứu thoát với những vết thương nhẹ.
Máy bay Corsair tiêm kích ban đêm được sử dụng rộng rãi. Đối phương áp dụng chiến thuật bắn phá các vị trí của lực lượng Mỹ bằng loại máy bay Polikarpov Po-2 bay thấp và chậm, và những chiếc tiêm kích phản lực bay đêm thấy khó mà bắt kịp những tên "Bedcheck Charlie" khó chịu này. Những chiếc F4U-5N của Hải quân được bố trí tại các căn cứ dọc bờ biển để truy tìm chúng, và Trung úy Hải quân Guy Pierre Bordelon Jr trở nên Phi công "Ách" Hải quân duy nhất trong cuộc chiến tranh này. "Pierre May Mắn" ghi được năm chiến công (hai Yakovlev Yak-18 và ba Po-2). Tổng cộng Corsair của Hải quân và Thủy quân Lục chiến bắn hạ được 12 máy bay địch.
Thông thường, Corsair thực hiện tấn công với pháo, bom cháy, các loại bom phá và rocket không điều khiển. Rocket HVAR kiểu cũ là một vũ khí tin cậy, nhưng vì những xe bọc thép do Xô Viết chế tạo tỏ ra chống chọi được HVAR, nên đưa đến việc phát triển kiểu đầu đạn lỏm 16,5 cm (6,5 in) chống tăng, được gọi là "Rocket chống tăng" (ATAR). Kiểu rocket Tiny Tim này cũng được dùng trong chiến đấu. Người ta còn kể câu chuyện về một phi công Corsair đã cắt đường dây thông tin đối phương bằng móc hãm (để đáp trên tàu sân bay) của máy bay mình.

### Hải quân Pháp (Aeronavale)

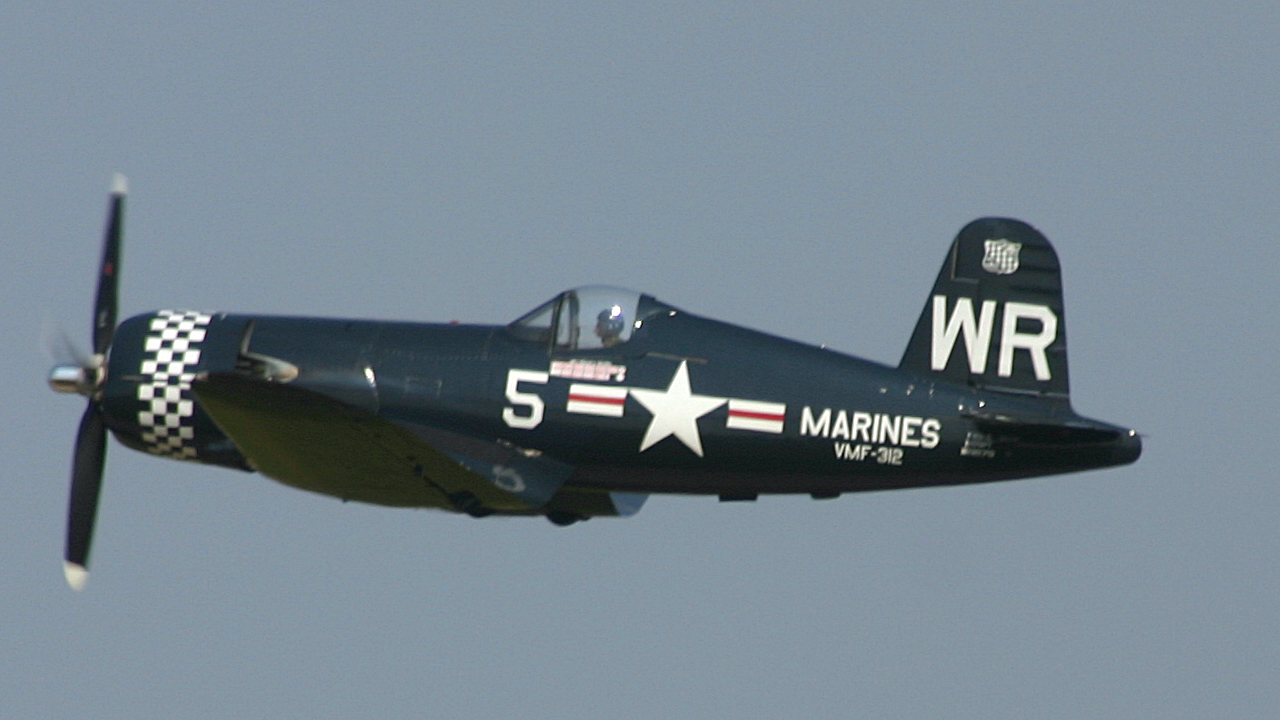
Một chiếc Corsair F4U-5N, được sơn ký hiệu của Phi Đội VMF-312, xuất hiện trong cuộc thao diễn hàng không "2005 AirVenture" tại Oshkosh, Wisconsin, Hoa Kỳ.

Có tổng cộng 94 chiếc F4U-7 được chế tạo cho Không lực Hải quân Pháp (Aeronavale) vào năm 1952, và chiếc cuối cùng trong loạt, cũng là chiếc Corsair cuối cùng được sản xuất, lăn bánh tháng 12 năm 1952. Thực ra F4U-7 được mua bởi Hải quân Mỹ và chuyển giao cho Aeronavale thông qua Chương trình Trợ giúp Quân sự Hoa Kỳ (MAP). Pháp sử dụng những chiếc F4U-7 trong giai đoạn cuối khó khăn của cuộc Chiến tranh Đông Dương trong những năm 1950, nơi nó được bổ sung thêm ít nhất 25 chiếc AU-1 nguyên của Thủy quân Lục chiến Mỹ chuyển cho Pháp năm 1954 sau khi kết thúc Chiến tranh Triều Tiên.
Corsair Pháp cũng tham gia tấn công trong Chiến tranh Algeria những năm 1955 – 1956, và hỗ trợ liên quân Anh-Pháp-Israel trong việc chiếm đóng kênh đào Suez vào tháng 10 năm 1956 trong Chiến dịch Musketeer. Những chiếc Corsair được sơn màu vàng với những sọc đen cho dễ nhận diện trong chiến dịch này. Năm 1960, một số máy bay Corsair Pháp được cải tiến để mang bốn tên lửa SS-11 điều khiển bằng dây dẫn. Thực chất đây chỉ mang tính cách thử nghiệm, và ít ai tin nó sẽ hoạt động tốt, vì nó đòi hỏi phi công phải "lái" chiếc tên lửa sau khi phóng bằng một cần điều khiển, trong lúc theo dõi pháo sáng phát ra đàng đuôi, một công việc không dễ dàng đối với máy bay tiêm kích một chỗ ngồi trong những điều kiện chiến đấu. Máy bay Corsair Pháp được cho nghỉ hưu năm 1964, một số còn được trưng bày tại các viện bảo tàng hay trong các bộ sưu tập tư nhân.

### Cuộc "Chiến tranh Bóng đá"
Corsair tham gia những phi vụ chiến đấu cuối cùng trong cuộc "Chiến tranh Bóng Đá" giữa Honduras và El Salvador vào năm 1969. Vụ xung đột được châm ngòi do bất đồng ý kiến hai bên về một trận đấu bóng đá, cho dù đó không phải là nguyên nhân thực sự. Cả hai phía đều công bố ghi được những chiến thắng và phủ nhận thông tin do phía kia đưa ra.
Cả Honduras và El Salvador đều sử dụng Corsair trong vụ xung đột này. Không quân El Salvador có 13 chiếc FG-1D Corsair dự trữ và Không quân Honduras có tổng cộng 17 chiếc Corsairs (chín chiếc F4U-5 và tám chiếc F4U-4s) trong danh sách, nhưng có lẽ không phải mọi chiếc máy bay của cả hai phía đều ở trong tình trạng hoạt động.
Những chiếc máy bay được sử dụng chủ yếu trong vai trò tấn công mặt đất, và những báo cáo cho thấy rằng có vẽ như phía Honduras sử dụng những chiếc Corsair của họ tốt hơn đối phương. Sự thành công của những chiếc Corsair Honduras trong cuộc chiến phần lớn nhờ vào chiến lược của họ sử dụng những máy bay tiêm kích cho cả các mục tiêu chiến lược lẫn chiến thuật. Trong một cuộc không kích thực hiện bởi Honduras, họ đã phá hỏng đường băng của một sân bay chủ yếu của đối phương, và cùng lúc đó phá hủy một chiếc Corsair của El Salvador trên mặt đất. Một cuộc tấn công khác cũng của Honduras vào một kho dầu thương mại đã phá hủy 20% dự trữ nhiên liệu của El Salvador.
Chiến tranh giữa Honduras và El Salvador kết thúc vào ngày 19 tháng 7, và với nó, lịch sử chiến đấu của chiếc Corsair đạt đến cực điểm. Thiết kế của Vought năm 1938 được đưa ra hoạt động chiến đấu lần đầu tiên năm 1943 và những hoạt động cuối cùng tại Trung Mỹ năm 1969 sau 26 năm phục vụ.

## Các nước sử dụng

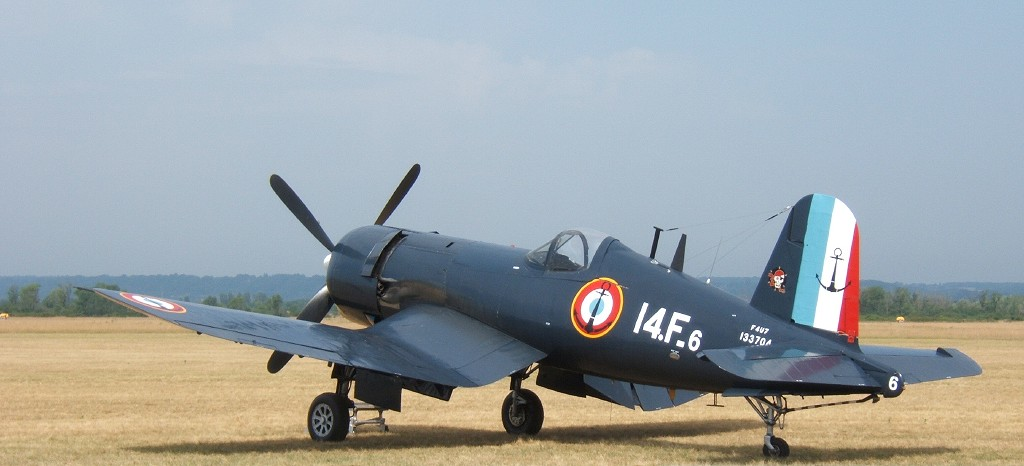
Một chiếc F4U-7 Corsair của Không lực Hải quân Pháp thuộc Phi đội 14.F

Argentina
- Hải quân Argentine

 El Salvador
- Không quân El Salvador

 Pháp
- Không lực Hải quân Pháp

 Honduras
- Không quân Honduras

 New Zealand
- Không quân Hoàng gia New Zealand

 Anh Quốc
- Không lực Hải quân Hoàng gia Anh

 Hoa Kỳ
- Hải quân Hoa Kỳ
- Thủy quân Lục chiến Hoa Kỳ

## Đặc điểm kỹ thuật

F4U-1 Corsair

### F4U-1A
Tham khảo: Aeroweb

#### Đặc điểm chung
- Đội bay: 01 người
- Chiều dài: 10,1 m (33 ft 4 in)
- Sải cánh: 12,5 m (41 ft 0 in)
- Chiều cao: 4,90 m (16 ft 1 in)
- Diện tích cánh: 29,17 m² (314 ft²)
- Trọng lượng không tải: 4.073 kg (8.982 lb)
- Trọng lượng có tải: 6.300 kg (14.000 lb)
- Động cơ: 1 x động cơ piston hướng kính Pratt & Whitney R-2800-8, công suất 2.000 mã lực (1.500 kW) cùng cánh quạt 3 cánh.

#### Đặc tính bay
- Tốc độ lớn nhất: 671 km/h (362 knot, 417 mph)
- Tầm bay tối đa: 1.634 km (882 nm, 1.015 mi)
- Trần bay: 11.200 m (36.900 ft)
- Tốc độ lên cao: 14,7 m/s (2.890 ft/min)

#### Vũ khí
- 4 x súng máy M2 Browning 12,7 mm (0,50 in) với 400 viên đạn mỗi khẩu, và
- 2 x súng máy M2 Browning 12,7 mm (0,50 in) với 375 viên đạn mỗi khẩu
- 4 × rocket 12,7 cm (5 in) HVAR
- bom: 910 kg (2.000 lb)

### F4U-4
Tham khảo: Aeroweb

#### Đặc điểm chung
- Đội bay: 01 người
- Chiều dài: 10,2 m (33 ft 8 in)
- Sải cánh: 12,5 m (41 ft 0 in)
- Chiều cao: 4,50 m (14 ft 9 in)
- Trọng lượng không tải: 4.174 kg (9.205 lb)
- Trọng lượng có tải: 6.653 kg (14.669 lb)
- Động cơ: 1 x động cơ piston hướng kính Pratt & Whitney R-2800-18W, công suất 2.100 mã lực (1.565 kW) cùng cánh quạt 4 cánh.

#### Đặc tính bay
- Tốc độ lớn nhất: 718 km/h (388 knot, 446 mph)
- Tầm bay tối đa: 1.618 km (873 nm, 1.005 mi)
- Trần bay: 12.649 m (41.500 ft)
- Tốc độ lên cao: 19,7 m/s (3.870 ft/min)

#### Vũ khí
- 6 x súng máy M2 Browning 12,7 mm (0,50 in) với 400 viên đạn mỗi khẩu, hoặc
- 4 × pháo Hispano-Suiza AN/M2 20 mm với 231 viên đạn mỗi khẩu
- 8 × rocket 12,7 cm (5 in) HVAR
- bom: 1.820 kg (4.000 lb)

## Nội dung liên quan

### Máy bay liên quan
- Goodyear F2G Corsair

### Máy bay tương tự
- Focke-Wulf Fw 190
- Grumman F6F Hellcat
- Grumman F8F Bearcat
- Hawker Sea Fury
- Kawanishi N1K
- Nakajima Ki-84

### Trình tự thiết kế
- Trình tự F Hải quân: FU - F2U - F3U - F4U - XF5U - F6U - F7U / FG - F2G / FA - F2A - F3A
- Trình tự A Hải quân: AU - A2U

### Danh sách liên quan
- Danh sách máy bay chiến đấu
- Danh sách máy bay trong Chiến tranh Thế giới thứ hai
- Danh sách máy bay tiêm kích